# Índice de compromiso con el desarrollo
El  Índice de compromiso con el desarrollo (CDI por sus siglas en inglés), publicado anualmente por el laboratorio de ideas Centro para el Desarrollo Global, ordena a los países más ricos del mundo de mayor a menor dedicación a políticas que beneficien a los cinco millardos de personas que viven en naciones más pobres. Existen múltiples vínculos entre los países ricos y los pobres; por ello este índice va más allá de comparaciones estándar de flujos de ayuda al desarrollo. Mide la "buena disposición (friendliness) hacia el desarrollo" de 27 de los países más ricos del mundo, miembros todos del Comité de Ayuda al Desarrollo (CAD) de la Organización para la Cooperación y el Desarrollo Económicos (OCDE). El CDI evalúa los esfuerzos en siete áreas de política: ayuda, comercio, inversión, migración, medio ambiente, seguridad, y tecnología. Se considera un indicador numérico para el objetivo 8 de los Objetivos de Desarrollo del Milenio. Muestra que la ayuda es más que la cantidad —la calidad también importa— y que la política de desarrollo es más que la ayuda. El índice penaliza a los países que dan con una mano, por ejemplo a través de ayuda o inversión, pero quitan con la otra, a través de barreras comerciales o contaminación.
En 2016, el CDI consideró a Finlandia el país del mundo más amistoso para el desarrollo, seguido por Dinamarca, Suecia, Francia y Portugal. Polonia, Japón y Suiza se estimaron los peores, en parte por sus elevadas barreras comerciales.

## Historia del CDI
El CDI es una iniciativa insignia (flagship) del Centro para el Desarrollo Global (CGD por sus siglas en inglés), un laboratorio de ideas sin ánimo de lucro con sede en Washington D. C.. El CGD publicó primero este índice en la revista norteamericana Foreign Policy en 2003, con los objetivos de provocar discusión, destacar las lagunas de conocimiento y promover reformas de políticas. El índice se publicó anualmente de forma conjunta con esta revista hasta 2006, y desde entonces, solo por el CGD.  David Roodman, socio sénior del CGD, es el arquitecto jefe de este índice, con investigación y apoyo de colaboradores clave para el trabajo técnico en los componentes. A pesar de que las fórmulas y el análisis fundamental del CDI se mantienen, cada año se realizan cambios metodológicos leves y los indicadores se actualizan constantemente. El CDI originalmente ordenaba a 21 países; Corea del Sur se añadió en 2008 y cinco países europeos adicionales se adjuntaron en 2012: República Checa, Hungría, Luxemburgo, Polonia y Eslovaquia.  En 2008 se publicaron también índices regionales de compromiso con el desarrollo, que valoraban las políticas de los gobiernos donantes y los compromiso con regiones concretas del mundo, como África subsahariana y América Latina.

## Componentes

### Ayuda
La ayuda exterior es el primer componente del CDI, que evalúa tanto la cantidad (el porcentaje del PIB) como la calidad. El índice penaliza la ayuda ligada, que obliga a los receptores a gastar en productos del donante y aumenta los costes de proyecto del 15 al 30 %. La ayuda a los países pobres mejor gobernados es también favorecida por el CDI. Mientras que ayudar con un dólar estadounidense ($) a Guinea Ecuatorial —donde la corrupción está más extendida y hay menor respeto a la ley— cuenta 15 centavos (¢), ayudar con un dólar a Ghana —también muy pobre, pero de gobernanza relativamente buena— cuenta 94 ¢. El CDI penaliza a los donantes que sobrecargan a los receptores con demasiados proyectos de ayuda pequeños, los cuales imponen a los funcionarios de los países receptores cargas burocráticas. Finalmente el CDI favorece a los países que permiten que los contribuyentes se desgraven sus contribuciones a organizaciones benéficas, pues algunas de ellas van a ONG que trabajan en países en desarrollo, como Oxfam, Ayuda en Acción y otras.

### Comercio
El comercio internacional ha sido durante siglos motor del desarrollo económico. Como los países ricos se llevan la parte del león en este proceso intensamente político, algunos bienes que los países pobres producen muy eficientemente, por ejemplo los agrícolas, todavía afrontan aranceles altos en países ricos. El componente de comercio del CDI penaliza a los países que imponen barreras comerciales a las importaciones de alimentos, ropa y otros bienes de naciones pobres. Tiene en cuenta dos clases de barreras: aranceles y subsidios a los  agricultores nacionales, los cuales estimulan la sobreproducción y deprimen los precios mundiales.

### Finanzas
Anteriormente este componente del CDI se denominaba Inversión. Se esfuerza para premiar a los países ricos que persiguen políticas que animan la inversión y la transparencia financiera buenas para el desarrollo. Considera dos clases de flujos de capitales: inversión extranjera directa (una compañía de un país compra una participación en una compañía existente en otro país, o construye una fábrica en otro país) e inversión de cartera (compra por extranjeros de acciones cotizadas en bolsas nacionales). El componente de inversión se basa en una lista de 20 preguntas. Por ejemplo ¿ofrece el país rico evaluado seguros de riesgo político para animar a sus empresas a invertir en países pobres cuyo clima político se consideraría en otro caso demasiado inseguro? ¿Tiene tratados para evitar a los inversores la doble imposición?

### Migración
El CDI recompensa que el país rico admita inmigrantes pobres, tanto  especializados como sin especializar, aunque más estos últimos. Utiliza los datos de entrada bruta de inmigrantes de países en desarrollo en un año reciente y el aumento neto 1991-2000 en el número de residentes en países desarrollados que procedían de países en desarrollo. El CDI también utiliza indicadores de apertura de las universidades del país rico a estudiantes de países pobres, así como de ayuda a refugiados y solicitantes de asilo.

### Medio ambiente
Los países ricos utilizan una cantidad desproporcionada de recursos escasos, y los países pobres son más vulnerables al calentamiento global y al deterioro ecológico. Este componente de medio ambiente evalúa qué está haciendo el país rico para reducir su uso desproporcionado de bienes públicos comunes. Los países ricos obtienen buena puntuación en este componente si sus emisiones de gases de efecto invernadero están cayendo, si sus impuestos sobre los combustibles son altos, si no subvencionan la industria pesquera, si su consumo per cápita de combustible fósil es bajo, y si controlan las importaciones de maderas tropicales ilegalmente cortadas.

### Seguridad
El componente de seguridad del CDI compara países ricos en acciones militares que afectan a países en desarrollo. Considera cuatro aspectos del nexo seguridad-desarrollo. Equipara las contribuciones (financieras y de personal) a las operaciones de mantenimiento de la paz con las contribuciones a las injerencias humanitarias. Solo cuenta las operaciones aprobadas por un organismo internacional, como el Consejo de Seguridad de las Naciones Unidas o la OTAN. Este componente de seguridad también premia a los países base de flotas navales que preservan las rutas comerciales marítimas, y a los que han firmado tratados que promueven la no proliferación, el desarme y el respeto a la legalidad internacional —como el Tratado de Prohibición Completa de los Ensayos Nucleares (CTBT por sus siglas en inglés), la Convención sobre la prohibición de minas antipersonales o la Corte Penal Internacional. Finalmente, el CDI penaliza algunas exportaciones de armas a naciones, especialmente a las no democráticas con elevados gastos militares.

### Tecnología
El componente tecnológico del CDI las políticas de los países ricos que apoyan la creación y difusión de nuevas tecnologías, las cuales pueden afectar profundamente a la vida en los países en desarrollo. Este componente recompensa las políticas que promuevan la creación y difusión de innovaciones valiosas para países en desarrollo. Premia las subvenciones estatales a la Investigación y desarrollo (I+D), ya sean mediante gasto directo o desgravaciones fiscales, mientras que de la I+D militar descuenta la mitad. También entran en los factores de este componente las políticas sobre derechos de propiedad intelectual (DPI) que pueden inhibir (si son incorrectas) o favorecer (si son correctas) el flujo internacional de innovaciones. Estas políticas se plasman en leyes de patente que (si son incorrectas) ponen los intereses de quienes producen las innovaciones muy por encima de las necesidades de quienes las utilizan. Por ejemplo, los negociadores comerciales estadounidenses han presionado a los países en desarrollo para que nunca concedan licencias obligatorias, incluso cuando sirvan a un interés público acuciante, como un fármaco contra el sida que, con esta licencia obligatoria, podría ser producido a bajo precio por fabricantes nacionales.

## Metodología
El CDI ordena a los 27 países más ricos y desarrollados del mundo, que constituyen la mayoría del CAD (la organización oficial de donantes de ayuda) de la OCDE, junto con un observador del CAD (Hungría).
El CDI cuantifica a estos países según los siete componentes expuestos. Las puntuaciones en cada componente se igualan en escala, de modo que la puntuación promedio en 2012 es igual a 5,0. La puntuación final de un país es la media de los componentes. El CDI se ajusta por tamaño para comparar en qué medida los países están aprovechando su potencial para ayudar. Los datos en que se basa el CDI proceden de fuentes oficiales, como el Banco Mundial, la OCDE o la ONU, o de investigadores académicos. El CGD y sus colaboradores también recopilan información país por país para partes de la ayuda, migración y componentes de inversión. El artículo técnico de 2012 y su correspondiente hoja de cálculo proporcionan más detalle.

## Índice de compromiso con el desarrollo 2015
| Rango | País            | Ayuda | Finanzas | Tecnología | Medio ambiente | Comercio | Seguridad | Migración | General (promedio) |
| ----- | --------------- | ----- | -------- | ---------- | -------------- | -------- | --------- | --------- | ------------------ |
| 1     | Dinamarca       | 6,6   | 5,8      | 7,5        | 6,4            | 5,6      | 6,6       | 4,5       | 6,1                |
| 2     | Suecia          | 6,5   | 5,6      | 4,6        | 7,1            | 5,4      | 4,4       | 6,8       | 5,8                |
| 3     | Noruega         | 6,0   | 5,9      | 5,6        | 5,4            | 4,0      | 6,8       | 6,8       | 5,7                |
| 4     | Finlandia       | 5,4   | 5,9      | 5,6        | 6,5            | 4,9      | 5,7       | 4,3       | 5,6                |
| 4     | Países Bajos    | 5,6   | 5,1      | 5,5        | 5,8            | 5,9      | 5,9       | 5,6       | 5,6                |
| 6     | Francia         | 5,0   | 5,5      | 5,9        | 5,5            | 5,2      | 6,4       | 5,1       | 5,5                |
| 6     | Reino Unido     | 6,1   | 5,5      | 4,1        | 5,9            | 5,5      | 6,5       | 4,6       | 5,5                |
| 8     | Portugal        | 4,9   | 5,5      | 6,6        | 6,6            | 4,8      | 5,1       | 4,5       | 5,4                |
| 8     | Nueva Zelanda   | 5,1   | 5,2      | 4,3        | 5,5            | 5,4      | 6,5       | 6,7       | 5,4                |
| 10    | Australia       | 4,7   | 5,6      | 4,5        | 4,4            | 5,3      | 5,7       | 6,7       | 5,2                |
| 10    | Canadá          | 5,3   | 5,8      | 4,8        | 4,1            | 4,7      | 4,7       | 6,7       | 5,2                |
| 10    | Alemania        | 4,9   | 5,1      | 5,0        | 5,7            | 5,3      | 4,3       | 6,0       | 5,2                |
| 13    | Bélgica         | 4,3   | 5,6      | 4,9        | 6,1            | 4,9      | 4,4       | 5,1       | 5,1                |
| 13    | Austria         | 4,5   | 4,9      | 5,8        | 5,7            | 4,6      | 5,7       | 5,7       | 5,1                |
| 13    | España          | 4,3   | 5,7      | 4,8        | 6,4            | 5,0      | 3,8       | 4,8       | 5,1                |
| 13    | Irlanda         | 6,5   | 4,5      | 3,7        | 5,6            | 5,2      | 5,9       | 4,1       | 5,1                |
| 17    | Italia          | 4,2   | 5,7      | 3,9        | 5,9            | 4,5      | 5,2       | 4,8       | 5,0                |
| 18    | Hungría         | 4,1   | 5,1      | 5,0        | 6,7            | 4,7      | 4,5       | 2,9       | 4,8                |
| 18    | Luxemburgo      | 5,5   | 4,6      | 4,3        | 4,8            | 5,3      | 3,7       | 5,5       | 4,8                |
| 18    | República Checa | 4,2   | 5,6      | 4,9        | 6,4            | 4,6      | 3,8       | 3,1       | 4,8                |
| 21    | Estados Unidos  | 4,2   | 4,1      | 4,1        | 4,1            | 5,3      | 5,9       | 4,7       | 4,6                |
| 22    | Suiza           | 4,5   | 4,5      | 5,1        | 4,8            | 3,4      | 4,3       | 5,4       | 4,5                |
| 22    | Eslovaquia      | 4,1   | 4,7      | 3,2        | 7,3            | 4,3      | 5,2       | 2,3       | 4,5                |
| 22    | Polonia         | 4,1   | 5,6      | 2,9        | 6,5            | 4,3      | 3,6       | 3,0       | 4,5                |
| 25    | Grecia          | 4,1   | 4,9      | 3,5        | 5,7            | 4,2      | 4,7       | 3,4       | 4,4                |
| 26    | Corea del Sur   | 3,9   | 5,4      | 6,9        | 4,2            | 2,9      | 1,6       | 5,1       | 4,3                |
| 27    | Japón           | 5,1   | 4,6      | 6,0        | 3,6            | 3,2      | 3,2       | 2,9       | 4,1                |

## Colaboradores
•	David Roodman, socio sénior, Centro para el Desarrollo Global (Arquitecto jefe del índice)
•	Theodore Moran, socio no residente, Centro para el Desarrollo Global (Inversión)
•	Kimberly Hamilton y Jeanne Batalova, del Instituto de Política de la Migración (Migración)
•	B. Lindsay Lowell y Victoria Carro, del Instituto para el estudio de las migraciones internacionales de la Universidad de Georgetown (Migración)
•	Amy Cassara y Daniel Prager, del Instituto de Recursos Mundiales (Entorno)
•	Michael O'Hanlon y Adriana Lins, de la Institución Brookings de Alburquerque (Seguridad)
•	Jason Alderwick y Mark Stoker, anteriormente del Instituto Internacional de Estudios Estratégicos (Seguridad)
•	Keith E. Maskus, de la Universidad de Colorado en Boulder (Tecnología)
•	Walter Parque, de la Universidad Americana (Washington D. C.) (Tecnología)
El CGD encarga la investigación y los artículos que la respaldan para la mayoría de los componentes. Sin embargo la responsabilidad del diseño final reside en el CGD. El CDI no necesariamente refleja las opiniones exactas de sus colaboradores.

## Críticas
El Índice de compromiso con el desarrollo ha recibido mucha atención de los medios de comunicación a lo largo de los años y ha fomentado críticas y discusiones entre una amplia gama de audiencias. Uno de los comentarios más frecuentes, expresado por el Ministerio de Asuntos Exteriores de Japón, cuestiona la selección de los siete componentes. Este ministerio argumenta que varias categorías pueden resultar extemporáneas cuando se miden las contribuciones a la reducción de la pobreza. También se cuestiona la ponderación igual de los componentes en el índice: el CDI no tiene en cuenta los diferentes grados de impacto, asumiendo así que la migración y la ayuda exterior tienen efectos iguales en el desarrollo. Para continuar la conversación, David Roodman respondió en un correo de blog a tales comentarios.  Los expertos también han escrito artículos sobre cómo mejorar el CDI y propuesto medidas similares.